# Scott Westcott
Scott Westcott, född 25 september 1975, är en friidrottare från Australien. Han deltog vid olympiska sommarspelen 2016.